# Eilat Mazar
Pour les articles homonymes, voir Mazar.
Eilat Mazar est une archéologue israélienne, née le 10 septembre 1956 et décédée le 25 mai 2021 en Israël.
Spécialiste d'archéologie biblique et phénicienne, elle a travaillé sur les fouilles du mont du Temple à Jérusalem, de la Cité de David, d'Achziv et de Bethléem. Sa découverte la plus connue est celle des vestiges d'un grand bâtiment à Jérusalem qu'elle interprète comme étant le palais du roi David.
Elle est la petite-fille de l'archéologue Benjamin Mazar, professeur d'archéologie à l'Université hébraïque de Jérusalem et pionnier des recherches archéologiques en Israël. Elle est aussi la nièce de l'archéologue israélien Amihai Mazar avec qui elle a travaillé. Elle définit ainsi sa méthode de travail : « Je travaille avec la Bible dans une main et la pioche dans l'autre, et j'essaie de tout prendre en compte »[réf. souhaitée].

## Activités
Eilat Mazar est research fellow de l'Institut d'archéologie de l'Université hébraïque de Jérusalem, dans le département d'archéologie de la période biblique[réf. non conforme]. 
Elle est senior fellow du « Shalem Center (en) », qui publie le journal Azure[réf. non conforme]. 
De 1968 à 1978, elle participe à des fouilles sur le Mont du Temple, sous la direction de son grand-père Benjamin Mazar. En 1984, elle codirige les fouilles du site phénicien d'Achziv, et qu'elle dirige seule à partir de 1988. Elle obtient son doctorat de l'Université hébraïque en 1997[réf. non conforme].
En 2005, elle dirige des fouilles sur le pourtour de la Cité de David, près de la célèbre structure en escalier. Le 4 août 2005, le résultat de ses travaux est officiellement mis en ligne sur le site de l'Université hébraïque[réf. non conforme]. Dans une fouille de 30 m × 10 m, Eilat Mazar dégage une pièce carrée avec un sol en mosaïque, qu'elle date de 700 av. J.-C. Sous cette structure, elle met au jour des restes de murs, vestiges d'un grand bâtiment public, et des poteries qu'elle date du Xe siècle av. J.-C. Le sous-sol de la structure, non bâti, est daté par elle de l'époque cananéenne (antérieure au XIe – Xe siècle av. J.-C.). D'après l'emplacement et la datation de ces vestiges, elle pense qu'il pourrait s'agir du palais du roi David cité dans 2 Samuel 5, 9-11, David étant censé avoir régné de 1010 à 970 av. J.-C. Son oncle Amihai Mazar, professeur d'archéologie à l'Université hébraïque, penche plutôt pour une forteresse jébuséenne antérieure à l'époque de David[réf. non conforme]. Elle y découvre aussi le sceau d'un haut fonctionnaire nommé « Jehucal (en), fils de Shelemiah, fils de Shevi », mentionné au moins deux fois dans le Livre de Jérémie, datant de la fin du Premier Temple (586 av. J.-C.), ce qui lui fait dire que cette structure était habitée à cette époque[réf. non conforme].
En 2010, elle annonce avoir découvert à Jérusalem un fragment de tablette écrit en akkadien et datant du XIVe siècle avant notre ère , ce qui suscite immédiatement des controverses. 
Toujours en 2010, le 22 février, Eilat Mazar annonce à des journalistes réunis sur le lieu même des fouilles, dans le secteur de l'Ophel, avoir mis au jour une portion de mur longue de 70 mètres et haute de 6 mètres, datant du Xe siècle av. J.-C. et qu'elle attribue au roi Salomon. Il s'agit, selon elle, de la construction la plus significative datant de cette période. Une anse de jarre portant l’inscription « Pour le roi », a également été exhumée. 
La relation entre la datation des poteries (à partir de leur style) et celle des restes de murs (déduite de la date des poteries) n'est pas explicitement précisée. Un certain flou entoure les emplacements exacts où les poteries « mises de côté » ont été dégagées. De plus, aucune datation au carbone 14 n'a été effectuée[réf. nécessaire], alors que cette méthode permet maintenant de fournir des dates précises et fiables  (voir Méthodes scientifiques de l'archéologie).    
La liste officielle des publications d'Eilat Mazar[réf. non conforme] montre que sa découverte n'a fait l'objet, jusqu'ici, d'aucune publication professionnelle : les interprétations sur la nature du bâtiment, largement publiées dans les médias, ne sont donc pas scientifiquement validées (voir Méthodes scientifiques de l'archéologie). Elles sont cependant évoquées au sein du laboratoire auquel elle appartient : la page officielle qui présente l'activité de cette équipe[réf. non conforme] mentionne le nom d'Eilat Mazar comme chercheur associé et énumère ses travaux. À titre de comparaison, postérieurement à 2004, son oncle Amihai Mazar, qui fait partie de la même équipe[réf. non conforme], a publié deux livres et trois articles.
Le 9 septembre 2013, l'Université hébraïque de Jérusalem annonce qu'Eilat Mazar a découvert au pied du Mont du Temple un trésor datant de la fin de la période byzantine (début du VIIe siècle). Cette collection contient notamment un médaillon en or sur lequel sont gravés une menorah, un shofar et un rouleau de la Torah.

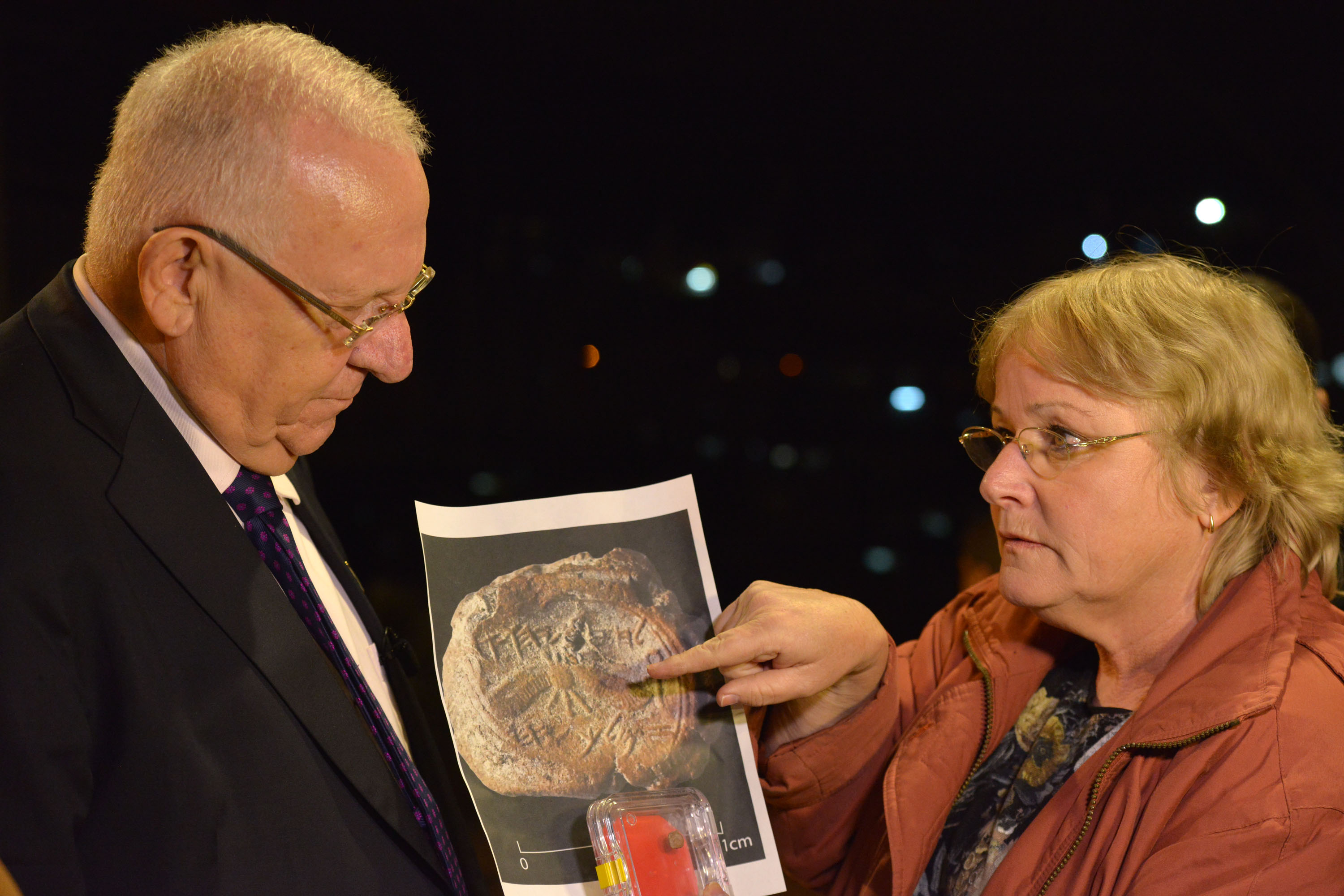
Eilat Mazar présente le sceau du roi Ézéchias au président de l'État d'Israël, Reuven Rivlin, en 2015.

Le 2 décembre 2015, une équipe d'archéologues israéliens dirigée par Eilat Mazar a révélé qu'un sceau en argile portant le nom du roi Ézéchias avait été découvert cinq ans plus tôt. L'objet, d'un diamètre d'un centimètre environ, porte une inscription en paléo-hébreu signifiant : « à Ézéchias, [fils de] Achaz, roi de Juda ». L'inscription est accompagnée d'un aigle aux ailes déployées et un disque solaire[réf. non conforme].
Eilat Mazar décède à 64 ans le 25 mai 2021 en Israël,. Après son décès, Israël Finkelstein déclare : « Les fouilles à Jérusalem sont une tâche compliquée, qui nécessite des compétences personnelles particulières. Le caractère fort et la détermination d’Eilat Mazar ont été essentiels à son succès sur le terrain. [...] L’impact d’Eilat Mazar sur l’archéologie d’Israël en général et de Jérusalem en particulier figurera pour toujours parmi les pierres angulaires de l’archéologie d’Israël. Elle nous manquera beaucoup. »

## Publications

### Articles
- (en) Eilat Mazar et Benjamin Mazar, « Excavations in the South of the Temple Mount. The Ophel of Biblical Jerusalem », Qedem, Institut d'archéologie de l'université hébraïque de Jérusalem, no 29,‎ 1989.
- (en) Eilat Mazar, « The Phoenicians in Achziv, The Southern Cemetery. Jerome L. Joss Expedition. Final Report of Excavations 1988-1990 », Cuadernos de Arquelogia Mediterranea, Barcelone, no 7,‎ 2003.
- (en) Eilat Mazar, « The Temple Mount Excavations in Jerusalem, 1968-1978, Directed by Benjamin Mazar : Final report volume II : The Byzantine and Early Islamic Periods », Qedem, Institut d'archéologie de l'université hébraïque de Jérusalem, no 43,‎ 2003.
- (en) Eilat Mazar, « The Phoenician Family Tomb N.1 at the Northern Cemetery of Achziv (10th-6th Centuries BCE). Sam Turner Expedition. Final Report of the Excavations », Cuadernos de Arquelogia Mediterranea, Barcelone, no 10,‎ 2004.
- (en) Eilat Mazar, « Did I Find King David's Palace ? », Biblical Archaeology Review, vol. 32, no 1,‎ janvier/février 2006.

### Ouvrages
- (en) Eilat Mazar, The Complete Guide to the Temple Mount Excavations, Jerusalem, 2002.
- (en) Eilat Mazar, Preliminary Report on the City of David: Excavations 2005 at the Visitors Center Area, Jérusalem, Shalem Press (en), avril 2007 (ISBN 9657052742).
- (en) Eilat Mazar, The Palace of King David. Excavations at the Summit of the City of David : Preliminary of Seasons 2005-2007, Jérusalem, Shoham Academic Research and Publication, 2009.

### Publications en hébreu
- מזר אילת, ביצורי ירושלים בימי דוד ושלמה, מחקרי יהודה ושומרון כ' (תשעא), 167-172, 2011 .
- מזר אילת,החפירות בראש גבעת עיר דוד ובעופל, 2010-2005, קדמוניות 140 (תשעא), 88-80, 2010 .
- מזר אילת, חפירות העפל בירושלים, 2009-2010, חידושים בארכיאולוגיה של ירושלים וסביבותיה ד' (תשעא), 61-66, 2010.